# Michal Chotár
Michal Chotár (24. října 1928 Kovarce – 15. února 1996) byl slovenský a československý politik Komunistické strany Slovenska a poúnorový poslanec Národního shromáždění ČSSR a Sněmovny lidu Federálního shromáždění.

## Biografie
Ve volbách roku 1960 byl zvolen za KSS do Národního shromáždění ČSSR za Západoslovenský kraj. Mandát získal i ve volbách v roce 1964. V Národním shromáždění zasedal až do konce volebního období parlamentu v roce 1968. K roku 1968 se profesně uvádí jako mistr stavební údržby z obvodu Zlaté Moravce.
Po federalizaci Československa usedl roku 1969 do Sněmovny lidu Federálního shromáždění (volební obvod Zlaté Moravce), kde setrval do konce volebního období, tedy do voleb roku 1971. V evidenci zájmových osob Státní bezpečnosti je evidován jistý Michal Chotár narozený roku 1928. Do evidence zařazen roku 1981 jako osoba v sektoru všeobecné strojírenství.